# Шеффилд, Эдмунд, 2-й граф Малгрейв
Э́дмунд Ше́ффилд, 2-й граф Малгрейв (англ. Edmund Sheffield, 2nd Earl of Mulgrave; 1611 — 24 августа 1658) — английский аристократ и государственный деятель, носил титул граф Малгрейв (1646—1658).

## Биография
Эдмунд Шеффилд был сыном сэра Джона Шеффилда (ум. 1614) и его супруги Гризель Андерсон, дочери сэра Эдмунда Андерсона, главного судьи по общим делам. Он был внуком Эдмунда Шеффилда, 3-го барона Шеффилд, который в 1626 году получил титул граф Малгрейв. Его отец, сэр Джон Шеффилд утонул в 1614 году, когда Эдмунду не было и трёх лет.
Во время гражданской войны Эдмунд поддерживал сторонников парламента. После смерти деда в 1646 году, Эдмунд стал наследником графского титула, а также сменил деда в должности вице-адмирала Йоркшира.  В феврале 1649 года Шеффилд был избран членом Государственного совета республики, но отказался от членства, поскольку не одобрял казнь короля Карла I и был недоволен упразднением Палаты лордов.
В период протектората Кромвеля граф Малгрейв стал членом Государственного совета, которым оставался в течение четырёх лет. В 1658 году Оливер Кромвель назначил его членом Палаты лордов, но Шеффилд отказался, как и некоторые другие аристократы. Скончался 24 августа 1658 года, его наследником стал единственный сын от брака с Элизабет Крэнфилд Джон Шеффилд, который в 1703 году получил титул герцога Бекингем и Норманби.